# محمد منصور الخط
محمد منصور الخط (1907 - 1947) هو قاتل متسلسل مصري،لقب بخط الصعيد من أشهر السفاحين واخطرهم في تاريخ مصر.

## عن حياته
من مواليد قرية درنكة بمركز أسيوط محمد منصور ابن قرية درنكة بأسيوط أول من عرف باسم "خط الصعيد"، ولد في عام 1907، وتربى علي يد والدته ولم يكمل تعليمه، فقد كان ذكيا وماكرا وداهية حسب وصف بعض المعاصرين له، وبداية أسطورته كانت مشاجرة بينه وبين شيخ الخفر داخل قرية درنكة، وقتله بدم بارد لـ9 أفراد من عائلته، انتقامًا لعمه، وبدأت من هنا قصته بالانتقال للعيش فى أحد جبال الغرب بأسيوط.

## مقتله
فى 6 أغسطس 1947 كانت نهاية الخط بعد ما خطف طفلا و طلب من أسرته فدية فأبلغ العمدة الشرطة، التي طلبت من أسرة الطفل مسايرة الخط، وكان ضابطا مشهورا اسمه العبودى، نصب كمينا فى المكان المحدد للتسليم، ودارت معركة بالرصاص قتل فيها الخط.